# Charlotte King
Charlotte King é personagem fictício do drama médico da ABC, Private Practice , interpretado por KaDee Strickland. Charlotte é a Chefe do Staff no fictício St. Ambrose Hospital, em Santa Mônica . É a responsável pela abertura do Pacífic Wellcare, uma prática médica em concorrência direta com a principal clínica da série, o Oceanside Wellness Center. Charlotte é também o interesse amoroso do pediatra Cooper Freedman (Paul Adelstein).

## Biografia
Charlotte é a chefe de equipe do St. Ambrose Hospital, em Santa Monica, mas é "odiada" por muitos de seus colegas. Tornou-se chefe do Pacífic Wellcare, uma clínica médica em concorrência direta com a Oceanside de Sam e Naomi. A partir daí começa a namorar secretamente o pediatra Cooper Freedman, conhecido casualmente em um chat.